# Associação Recreativa e Musical Amigos da Branca
A ARMAB - Associação Musical e Recreativa Amigos da Branca é uma banda da vila da Branca, concelho de Albergaria-a-Velha.

## Percurso
A ARMAB foi fundada em 4 de Março de 1940. O primeiro Presidente da Direcção foi António Pires Ladeira, que esteve à frente dos seus destinos mais de 15 anos. 
A banda parou em 1968 e só regressou em 1976 com a liderança de Gualdino Silva.
O desenvolvimento actual da banda tem sido suportado por uma aposta forte na formação, através da Escola de Música, frequentada por cerca de 100 jovens, em todas as classes de instrumentos de sopros e percussão.
Preparam anualmente 3 temporadas – Natal/Ano Novo, Primavera e Verão – com repertório específico para concerto em sala, concerto ao ar livre e festas populares.
A banda é dirigida actualmente pelo Maestro Paulo Martins.
Em 2007 lançaram o CD "Dinâmicas". O disco foi considerado um "marco para o futuro" para o site bandasfilarmonicas.com . 
Em Maio de 2008, a ARMAB actuou em Badajoz, num concerto integrado no "Ciclo Bandas de Musica" comemorativo do Bicentenário da Guerra da Independência (aquando das Invasões Francesas à Península Ibérica).

## Estrutura
Actualmente a ARMAB tem na sua estrutura uma Escola de Música, a Banda Filarmónica, o Ensemble de Clarinetes, o Quarteto de Saxofones Saxa4 e ainda um Decateto de metais em formação.

## Trabalhos
- Amigos da Branca (CD, CC, 2002)
- Dinâmicas  (CD, CC, 2007)
- La Mer  (CD, Afinaudio, 2010)

## Ligações
- http://www.armab.pt
- http://www.bandasfilarmonicas.com/bandas.php?id=131
- http://www.palaciodosmusicos.com/index.php?option=com_content&task=view&id=410&Itemid=511